# Gyömörey György
Gyömörei és teölvári Gyömörey György Kálmán (Sümeg, Zala vármegye, 1873. december 27. – Gógánfa, Zala vármegye, 1949. augusztus 19.) Zala vármegye főispánja, országgyűlési képviselő, okleveles gépészmérnök, földbirtokos, megyebizottsági tag.

## Családja és származása
Az ősrégi zalai köznemesi gyömörei és teölvári Gyömörey családban született, amely 1330-ban már földbirtokos volt Zalagyömörőn. Édesapja gyömörei és teölvári Gyömörey Vince (1835-1917), Zala vármegye főjegyzője, királyi törvényszéki elnök, a "Zala Megyei Gazdasági Egyesület" tagja, édesanyja, klobusiczi Blaskovics Izabella (1845-1913) volt. Az apai nagyszülei gyömörei és teölvári Gyömörey Gáspár (1794–1864), földbirtokos és nemes Molnár Katalin (1805–1875) voltak. Az apai nagyapai dédszülei gyömörei és teölvári Gyömörey György (1754-1816), földbirtokos és a zalalövői Csapody családból való zalalövői Csapody Borbála (1759-1815) voltak. Gyömörey Györgyné Csapody Borbála szülei zalalövői Csapody József (1727–1771) Somogy vármegye főszolgabírája, földbirtokos, és jobaházi Dőry Anna Mária (1739-1805) voltak; a zalalövői Csapody család révén, Gyömörey György, az ősrégi és tekintélyes osztopáni Perneszy család leszármazottja volt. Apja, Gyömörey Vince lelkesen kutatta az ősrégi dunántúli Perneszy családot, és több leszármazási táblát is állított össze. "A magvaszakadt zalalövői Csapody család története" című tanulmányát is publikálta Gyömörey Vince a Turulban 1903-ban.

## Élete
Gyömörey György Nagykanizsán járt gimnáziumba, majd Budapesten szerzett gépészmérnöki oklevelet. 1918-ig a Kereskedelmi Minisztériumban dolgozott, a vasúti és hajózási ügyeket felügyelte. 1920-1922 között a celldömölki kerület országgyűlési képviselője volt, majd rövid időre visszavonult a politikától. 1926. augusztus 14. és 1935. március 8. között volt Zala vármegye főispánja. 1930. augusztus 17-én magyar földre érkezett vonattal Aloisio Sincero bíboros, pápai legátus, aki Nagykanizsán megállt; ott impozáns fogadtatásban részesítették a pápa legátusát, amelyen Rott Nándor veszprémi püspök, és Gyömörey György zalai főispán üdvözlő beszédeket mondtak magyarul és latinul.
A négy év alatt, mióta a főispáni méltóságot betöltötte, sikerült neki kitűnő diplomatára valló lebilincselő modorával sok ellentétet kiegyenlíteni. Neki jutott a feladat, az új közigazgatási törvényt Zala vármegyében életbeléptetni és az ennek alapján összeült új törvényhatósági bizottságot ünnepélyes formák között beiktatni. Mindenkor szigorúan a törvény és jog alapján állt és a tisztviselői karral való együttműködése rendkívül harmonikus volt. Amikor főispáni állását elfoglalta, az a cél vezérelte, hogy a zalaegerszegi vasúti vonalat II. oszt. főútvonallá fejlessze, továbbá a vármegye községei részére bekötő utakat létesítsen és azokon a területeken, ahol csekély a gabonatermés, a gyümölcstermelés fokozásával tegye lehetővé a jobb és biztosabb megélhetést. E három cél érdekében mindent elkövetett, azonban a kormány részéről nem kapott kellő támogatást, úgy hogy eddig a vármegyére nézve életbevágóan fontos kérdések elintézve nincsenek. Hogy ezt a helyzetet orvosolja, úgy döntötte a főispán, hogy közeledni fog a központi magyar kormányhoz. 
A Gömbös-kormánynak 1934-ben bizalmat kérő Gyömöreyt azonban a Pehm József által vezetett legimitista körök közreműködésével szavazták le, ami a főispán bukását okozta. 1934. február 14.-én zajlott Zala vármegye törvényhatósági bizottsága évnegyedes rendes közgyűlésén, Pehm József zalaegerszegi apátplébános szólalt fel, rámutatva, hogy tíz éve már kisértett az a veszély, hogy Magyarország a szovjetet elismeri. Akkor Zala vármegye közgyűlése is olyan hatásosan emelte fel ez ellen szavát, hogy jelentős része volt a terv elejtésében. Pehm azt állította, hogy ismét ugyanaz a veszély volt, és hogy nem tett önálló indítványt, de hogy a vármegye következetes legyen önmagához, kiterjeszkedett e kérdésre. Az állította az apátplébános, hogy szovjet diplomáciai előjogainak elismerése nem olyan ártatlan dolog, mint ahogy beállították. A magyar nemzet múltjával kapcsolatban kellett azt a kérdést megítélni. Mióta Magyarország beletartozik a szenvedő nemzetek közé és ez már tart ezer éve rokonszenve, részvéte mindig a letört, a szenvedő nemzetek iránt nyilatkozott meg. Megmutatta részvétét a szenvedő Olaszország, valamint a feldarabolt Lengyelország iránt, és együttérzett az angolok által elnyomott ur nemzettel. Kijelentette, hogy ha következetesek akartak lenni, akkor a szenvedő orosz nép mellé állni kellett volna és nem a Cseka rendszeren felépülő, véreskezű szovjet mellé. Gyömörey György főispán itt közbeszólt: „Ne méllóztassék idegen állam belügyeibe avatkozni”. Az apátplébános továbbra is megtartotta az álláspontját, amire a főispán ismét „megakasztotta” a szónokot. A teremben nagy vihar tört ki. Egy közbeszólás is elhangzott: „sohasem volt szükség papokra”, amely még nagyobb káoszt teremtett. Óriási helyesléssel találkozott boldogfai Farkas Tibor felszólalása, amikor erre azt válaszolta, hogy „Nem csak akkor van szükség a papokra, amikor keresztelni, vagy temetni kell, hanem a közélet irányításában is részt kell venniök”. A főispán csak nehezen tudta az izgalmat lecsillapítani, majd kijelentette, hogy a gyűlés méltóságát meg fogja óvni, valamint hogy, a politikai vonatkozású felszólalásokra ő válaszol, a többire az alispán és a pénzügyigazgató adnak választ. Azt mondta erre a főispán, hogy nem enged itt politikát, vagy pártpolitikát, amely az akkori politikai helyzetet figyelembe véve sokan szólásszabadságsértésnek is vettek. A főispán népszerűsége egyre jobban gyengült, és egyre többen kezdték azt állítani, hogy a valójában csak központi kormánynak, és egyben a NEP-nek szolgált. 
1935. február 13.-án Zala vármegye törvényhatósági bizottsága évnegyedes rendes közgyűlést tartott. Az addigra viszályos politikai helyzet a vármegyén belül, nagy elégedetlenségbe torkollott. Több akkori téma nagy kellemetlenséget okozott a konzervatív, mélyen római katolikus vallású egységespárti nem támogató legitimista értelmiség számára. A gyűlésen résztvevők a leventék templombajárását óhajtották mint kötelező elem, valamint a vármegye gyűlés száma megtartását, mivel a 4 évi gyűlésről 2-re kívánta csökkentettni a főispán és a központi kormány; nagy elégedetlenség és botrány tört ki akkoriban a "Turanizmus" című lap miatt, amelyben a tatárjárásból szomorú emlékű Dzsingisz kánt dicsőítette, és másrészt egyik cikkében pedig Szent Istvánt kisértékű embernek tüntette fel és vele szemben kiemelte Koppány személyét. Ezeket az elemeket aggasztónak tekintette a vármegye értelmisége, hiszen veszélyes szélső jobboldalra hajló elemeknek tartotta. A közgyűlésen káósz tört ki a különböző nézet eltérések miatt; a zűrzavar azonban ekkor is olyan nagy volt, hogy először nem lehetett megállapítani az eredményt. Meg kellett ismételni a szavazást. A számlálás szerint 73 szavazattal 63 ellenében elfogadták a gyűlések számának csökkentését. Alig kevesebb mint egy hónap ezután, 1933. március 7.-én, Gyömörey György főispán lemondott tisztségéről: aznap kora délelőtt Kozma Miklós folytatta a főispánokkal a kora reggeli órákban félbeszakított tárgyalásokat. Gyömörey György zalai főispánt állásától felmentették. Szapáry Lajos gróf Somogy és Baranya főispánja szintén lemondott.
Gyömörey helyébe Tabódy Tibort nevezte ki főispánná a kormány. Gyömörey György visszavonultan élt a földbirtokán, de a vármegyei törvényhatósági bizottságnak 1936 után is tagja maradt.

## Házassága és gyermekei
Feleségül vette 1903. június 4.-én Budapesten károlypatyi Károlyi Rózát (1881-1953), károlypatyi Károlyi Antal és nagyalásonyi Barcza Róza lányát, aki három lányt és egy fiú gyermeket adott neki.